# リオ・ティント
リオティント (Rio Tinto) は、鉱業・資源分野の多国籍企業グループである。1995年に英国に本拠をおく鉱業会社 RTZ とオーストラリアの CRA が二元上場会社を形成することにより成立した。2つの会社は別個の会社として残り、オーストラリア証券取引所には改称されたRio Tinto Limitedが上場し、ロンドン証券取引所にはRio Tinto plcが上場している。しかし両社は同一の取締役会により単一の経済単位として経営され、両社の株主は同じ投票権と配当受領権をもつ。RTZ の株主は全体の 76.7% を保有し、会社は基本的にロンドンから経営される。

## 歴史
リオティントは南スペインにあった、ローマ帝国に銅を供給した鉱山の場所に由来する。1873年、英国ロンドンのN. M. ロスチャイルド・アンド・サンズと、仏国パリのロチルド・フレール(Rothschild Frères)がヒュー・マセソン(Matheson's Matheson and Company)他の投資者とともに赤字だったスペイン国営リオティント鉱山を買収した。新オーナーは会社をリストラクチャリングし、収益の出る事業にした。1895年にロスチャイルド・パリ家のアンリ（1872-1946）がMathilde Sophie Henriette von Weissweiller (1872-1926) と結婚した。マチルドの祖父Leopold David Weisweiller (1807-1871) は、弟ダニエル・ワイスワイラーがロスチャイルドのパートナーであった。1905年までには、リオティントに対するロスチャイルドの出資比率が 30% を超えていた。
1929年、2500万ポンドを増資して南ローデシアの銅鉱山を買収した。参加企業は持株会社のRhokana Corporation （ロカナ・コーポレーション）に統括された。同社は南ローデシア政府に英軍用キャンプ地を提供した（en:Bwana Mkubwa#Demographics）。ロカナは三つの事業判断を下した。まず1946年に電解精錬のRhodesia Copper Refineries Ltd. を売却した。また1951年1月1日から、ロカナと売却した精錬所の本社をロンドンから南ローデシアへ移すことにした。そして1952年にローデシア・アングロ・アメリカン社（AAC）の技術を結集してRhoanglo Mine Services Ltd. を設立した。この企業はちょうど6年の間、ローデシア・セレクション・トラスト社（RST）に優越した。
1954年の動きは外部リンクへ譲る。
1962年に（英国の）リオティント社はオーストラリアの会社コンソリデーテッド・ジンク (Consolidated Zinc) 社の過半数の株を取得し、リオティント社自体がリオティント‐ジンク・コーポレーション (Rio Tinto-Zinc Corporation: RTZ) と改名した。オーストラリアの会社はコンジンク・リオティント・オブ・オーストラリア (Conzinc Riotinto of Australia, CRA) と改名されたが、別の会社として登記され続け、オーストラリアの一般投資家による投資比率が増加し続けた。それだけ収益率が良かったのであるが、その開発規模はオーストラリアの産業構造を変えてしまうほどであった。
リオティントは1975年までに、Bougainville Copper、Rössing uranium mine、Capper Pass and Son その他数社を買収した。

## 現在
現在の二元上場会社の構造は1995年に形成された。
2007年7月12日、リオティントはアルミニウム世界第3位のアルキャン（カナダ）への381億ドル（約4兆6500億円）の友好的買収提案で合意。アルキャンは同年5月に同業大手で世界第2位のアルコア（アメリカ合衆国）から敵対的買収提案を受けて拒否していた。リオティントが合意に基づく株式公開買付け（TOB）でアルキャン株式の3分の2以上を取得し、リオティントの既存のアルミニウム部門（世界第7位）とアルキャンは統合して、新たなリオティントのアルミニウム部門にあたる「リオティント・アルキャン（本社：カナダ・モントリオール）」を形成し世界最大のアルミニウム生産企業（ボーキサイトおよびアルミニウム地金）となった。これは世界の鉱業金属業界における史上最大のM&Aである。
2008年にBHPビリトン（現：BHPグループ）がリオティントに対し敵対的買収を提案したが失敗に終わった。2009年6月にはBHPビリトンとオーストラリア西部における鉄鉱石事業を統合し、合弁事業を設立する計画で合意したが、2010年10月18日に撤回に追い込まれた。いずれも両社が鉄鉱石輸出量で2位と3位を占める巨大企業であり、統合による市場支配力が強まることが予想され、反発を招いたことが理由とされる。
2009年7月5日、リオティントの社員4人が産業スパイの容疑で中国政府に身柄を拘束される事件が発生し、その後8月12日にスパイおよび贈賄の容疑で4人が正式に逮捕されたと新華社通信が報じた。中国とオーストラリアの関係はこの事件によって一気に悪化し、オーストラリア政府は8月20日に駐中国大使を召還した。同年6月5日にリオティントが中国の国有企業中国アルミニウムの出資を拒否したことが原因ともされている。最終的に中国アルミニウムは議決権の9.8%を保有し、リオティントの筆頭株主となった。
2011年8月に子会社Luzenacをイメリーズに売却した。2014年、同業大手グレンコアがリオティントとの合併を提案したが、リオティントは翌年これを拒否した。

## 事業概要
同グループは多種の鉱産商品を以下の部門で産出する。また、ブリティッシュ・アメリカン・タバコと資本的・人的関係がある。

### 鉄鉱石
リオティントはハマースリー・アイアン社 (en:Hamersley Iron) を完全保有する。同社は西オーストラリア州で多くの鉄鉱山を完全に、または提携先と保有する。特記すべきは幾つかのプロジェクトでは中国の企業とも提携していることである。鉄は2003年には収入の 18%、グループ収益の 36% を占めた。同社は鉄鉱石の世界第2位の産出者である。
2021年石炭由来のコークスの代わりにバイオマス（生物資源）を利用する製鉄技術を開発中だと発表した。コークスを使う方式に比べ、工程全体でみると二酸化炭素の排出量を抑制できるとしている。今後、試験設備での実験を経て早ければ１０年後にも実用化する。

### 銅
銅の部門は銅を産出するだけではなく、かなりの量の金をオーストラリア、インドネシア、南アフリカ、チリ、アメリカ合衆国にある同社の、幾つかは合弁の一員として産出している。銅のグループは売上の 23% （そのうち 55% が銅で残りの大部分が金）、収益の 32% を計上した。

### アルミニウム
リオティントはコマルコ社 (Comalco) を所有する。同社はアルミニウム鉱石であるボーキサイトをクイーンズランド州のウェイパ (Weipa) で採掘し、製錬所をオーストラリアで2箇所、ニュージーランドとヨーロッパで各1箇所操業する。同グループは英国のホーリーヘッドにあるアングルシー・アルミニウム (Anglesey Aluminium) 製錬所を操業する。同グループは売上の 16%、修正後収益の 14% に寄与した。2007年、カナダのアルミ大手、アルキャン（Alcan）を買収した。

### ダイヤモンド
同社のダイヤモンド事業は西オーストラリア州のアーガイル (Argyle) ダイヤモンド鉱山で産出されるピンク色のダイヤモンドで最もよく知られている。同鉱山は世界のピンク・ダイヤモンドの総供給量の 90% を占め、世界の全種類の天然ダイヤモンドの約 30% を占める。同社はまた、カナダのノースウェスト準州にあるダイアヴィク鉱山の 60% を所有し、管理している。

### エネルギー
2018年8月1日、炭鉱やその開発権益の売却完了を発表し、石炭事業を持たない初の資源メジャーとなった。かつてはオーストラリア、北アメリカで操業していた。論争の種になるのは、エナジー・リソーシズ・オーストラリア社 (Energy Resources Australia) で、ウランをカカドゥ国立公園の付近で採掘している。同グループは売上の 20% と利益の 11% に寄与した。

### 工業用鉱産物
工業用鉱産物グループは滑石、二酸化チタン、食塩、ホウ砂、他の産品を採取する。これらの操業はオーストラリア、アメリカ合衆国、アフリカに散在する。同グループは売上の 15%、利益の 11% に寄与した。

### テクノロジー
同社はまた、テクノロジー・グループをもち、研究開発を行っている。そのうち特記すべきものにハイスメルト (HiSmelt) 鉄分製錬プロセスと資源探査グループがある。

## 会社組織

### 経営陣
二重に上場した会社体制の下、リオティント・グループの管理権限は、取締役会と執行委員会からなる1つのグループに統合された。
取締役会のメンバーには取締役と非常勤取締役があり、執行委員会は主要な事業グループの会長らで落ち着いた。
- 取締役会
  - 取締役
    - ヤン・デュ・プレシス（会長）
    - トム・アルバネーゼ（英語版）（最高経営責任者）
    - ガイ・エリオット（最高財務責任者、2013年に引退）[17]

  - 非常勤取締役
    - デイヴィッド・クレメンティ卿（英語版）
    - ヴィヴィアン・コックス
    - ロッド・エディントン卿（英語版）
    - マイケル・フィッツパトリック
    - イヴ・フォルティエ（英語版）
    - リチャード・グッドマンソン（英語版）
    - アンドリュー・グールド（英語版）
    - ジョン・カー、キンロッカードのカー男爵（英語版）
    - デイヴィッド・メイヒュー
    - ポール・テリエ（英語版）

### 子会社
リオティント・グループは、全体および一部が子会社を所有した複雑な構成をしている。5つの事業グループは、それぞれの内部に上位のグループを持ち、主要な子会社が含まれる。
| 子会社                                      | 持株   | 主力製品         | 場所                                       |
| ------------------------------------------- | ------ | ---------------- | ------------------------------------------ |
| リオティント・アルキャン                    | 100%   | アルミニウム     | カナダ                                     |
| リオティント・コール・オーストラリア        | 100%   | 石炭             | オーストラリア                             |
| リオティント・エナジー・アメリカ            | 100%   | 石炭             | アメリカ（ワイオミング州）                 |
| ハザー・エクスプロレーションLtd.            | 100%   | ウラン           | カナダ（アサバスカ盆地、サスカチュワン州） |
| スリー・スプリングス・マイン                | 100%   | タルク           | オーストラリア（西オーストラリア州）       |
| ハマスレー・アイアン（ピルバラ・アイアン）  | 100%   | 鉄鉱石           | オーストラリア（西オーストラリア州）       |
| アーガイル・ダイヤモンド                    | 100%   | ダイヤモンド     | オーストラリア（西オーストラリア州）       |
| ケネコットランド                            | 100%   | 土地と水の権利   | アメリカ（ユタ州）                         |
| ベル・ベイ・スメルター                      | 100%   | アルミニウム製錬 | オーストラリア（タスマニア）               |
| リオティント・ボーラックス                  | 100%   | ホウ酸塩         | アメリカ（カリフォルニア、コロラド）       |
| コルンバ                                    | 100%   | 鉄鉱石           | ブラジル                                   |
| ケネコット・ユタ・カッパー                  | 100%   | 銅               | アメリカ（ユタ州）                         |
| リュザナック・グループ                      | 100%   | タルク           | フランス（トゥールーズ）                   |
| QIT-ファ・エ・チタン                        | 100%   | 酸化チタン       | カナダ（ケベック）                         |
| ノースパークス                              | 80%    | 銅               | オーストラリア（ニューサウスウェールズ）   |
| QITマダガスカル・ミネラルズ                 | 80%    | 酸化チタン       | マダガスカル                               |
| ムロア・ダイアモンド・マイン                | 78%    | ダイヤモンド     | ジンバブエ                                 |
| コール・アンド・アライド・ インダストリーズ | 75%    | 石炭             | オーストラリア（ニューサウスウェールズ）   |
| ロッシング・ウラニウム・マイン              | 69%    | ウラン           | ナミビア                                   |
| エナジー・リソーシズ・オブ・オーストラリア  | 68%    | ウラン           | オーストラリア（ノーザンテリトリー）       |
| ダンピアソルト                              | 65%    | 塩、石膏         | オーストラリア（西オーストラリア州）       |
| ダイアヴィック・ダイアモンド・マイン        | 60%    | ダイヤモンド     | カナダ                                     |
| HIスメルト                                  | 60%    | 鉄製錬           | オーストラリア（西オーストラリア州）       |
| アイアン・オア・カンパニー・オブ・カナダ    | 59%    | 鉄鉱石           | カナダ                                     |
| パラボラ                                    | 58%    | 銅               | 南アフリカ                                 |
| レゾリューション・カッパー                  | 55%    | 銅               | アメリカ（アリゾナ）                       |
| ブーゲンビル・カッパー                      | 53.6%  | 銅               | パプアニューギニア                         |
| ローブ・リバー                              | 53%    | 鉄鉱石           | オーストラリア（西オーストラリア州）       |
| アングルシー・アルミニウム                  | 51%    | アルミニウム製錬 | イギリス（ウェールズ）                     |
| シマンド                                    | 50.35% | 鉄鉱石           | ギニア（西アフリカ）                       |
| リチャーズ・ベイ・ミネラルズ                | 50%    | 酸化チタン       | 南アフリカ                                 |
| グラスベルグ・ジョイント・ベンチャー        | 40%    | 銅               | インドネシア（パプア州）                   |
| ミネラ・エスコンディーダ                    | 30%    | 銅               | チリ                                       |

## 批判
環境保護団体や労働組合から多数の環境、政治、労働安全や労働者の権利に関する疑義が提出されている。特にオーストラリアの建設・林業・鉱業・エネルギー労働組合 (CFMEU) からである。同組合はジョン・ハワード政権の1996年職場関係法の導入後同社が職場から組合を排除しようとする試みに反対する運動に成功した。